# 雅致针毛蕨
雅致针毛蕨（学名：Macrothelypteris oligophlebia var. elegans）为金星蕨科针毛蕨属下的一个变种。